# Sachsensumpf
„Sachsensumpf“ ist ein Schlagwort für eine bislang nicht gänzlich aufgeklärte Affäre um die angebliche Verwicklung hochrangiger Persönlichkeiten aus Justiz, Politik, Verwaltung und Wirtschaft in die Prostitution Minderjähriger, in Immobiliengeschäfte und die damit in Zusammenhang stehenden kriminellen Machenschaften in Sachsen, insbesondere in Leipzig. Nach anderer Sichtweise soll es sich um das unzulässige Sammeln von falschen oder nicht nachweisbaren Vorwürfen und Gerüchten durch das Referat für Organisierte Kriminalität des sächsischen Landesamts für Verfassungsschutz (LfV) und die Verbreitung und Überbewertung dieser Anschuldigungen durch Journalisten handeln.

## Hintergrund
Am 28. Januar 1993 stürmte die Polizei in Leipzig ein illegales Wohnungsbordell, das von dem ehemaligen Boxer Michael Wüst (in vielen Quellen auch mit Pseudonym Martin Kugler bezeichnet) betrieben und Jasmin genannt wurde. Dort mussten in den Jahren 1992 und 1993 teils minderjährige Zwangsprostituierte anschaffen. Die Mädchen, die zu diesem Zeitpunkt 13 bis 19 Jahre alt waren, wurden befreit und vernommen. Sie äußerten sich in Bezug auf Michael Wüst und die Härte ihres Alltags im Jasmin unterschiedlich. Einige der Mädchen gaben übereinstimmend zu Protokoll, dass sie von Wüst durch Einschüchterung, Schläge und Vergewaltigung zur Prostitution gezwungen worden seien.
Michael Wüst wurde 1994 wegen Menschenhandels in Tateinheit mit Zuhälterei, Förderung der Prostitution und sexuellen Missbrauchs von Kindern zu vier Jahren und zwei Monaten Freiheitsstrafe verurteilt. Der damalige Richter, Jürgen Niemeyer, sagte im Nachhinein: „Das Urteil war ein großes Entgegenkommen, aber gerade noch vertretbar.“
Im selben Jahr wurde in Leipzig der damalige Leiter der Rechtsabteilung der Leipziger Wohnungsbaugesellschaft (LWB), Martin Klockzin, angeschossen. Die Täter bekamen dafür eine lebenslange Freiheitsstrafe. Kriminalhauptkommissar Georg Wehling, bei der Leipziger Polizei Leiter des Kommissariats K26 gegen Organisierte Kriminalität, bemerkte jedoch, dass gegen die Hintermänner des Attentates nicht richtig ermittelt worden war. Bei einer erneuten Befragung der Täter im Jahr 2000 sagten diese aus, dass Klockzin früher Kunde im Bordell Jasmin gewesen sein soll, was dieser bestreitet. Wehling gab daraufhin die Anweisung, die Akten zum Fall Jasmin noch einmal zu prüfen. So wurde festgestellt, dass in dem gesamten Verfahren kein einziges Mal nach den Freiern gefragt worden war.
Die spätere und immer noch unaufgeklärte Affäre geht darauf zurück, dass die ehemaligen Zwangsprostituierten bei einer Vernehmung durch Polizisten im Jahr 2000 ihren Richter im Prozess von 1994, Jürgen Niemeyer, als einen früheren Freier identifizierten. Als einen weiteren Freier wollten die Frauen Norbert Röger erkannt haben, der damals Staatsanwalt in Leipzig war und von 2011 bis 2016 Präsident des Landgerichts Chemnitz war. Die Polizisten, die die Vernehmung durchführten, wollten sich später dazu nicht mehr öffentlich äußern.

## Datensammlung durch Verfassungsschutz-Referat OK
Im Jahr 2003 wurde beim sächsischen Landesamt für Verfassungsschutz (LfV) ein Referat für Organisierte Kriminalität (OK) eingerichtet. Diese Einheit hatte zehn Mitarbeiter und wurde von der vormaligen Staatsanwältin Simone Henneck (inzwischen Skroch) geleitet. Einer der vom Referat OK bearbeiteten Fallkomplexe, der intern unter dem Operationsnamen „Abseits“ registriert wurde, hatte angebliche mafiöse Strukturen in Leipzig zum Gegenstand. Dazu gehörten der Verdacht illegaler Grundstücksgeschäfte in den 1990er-Jahren, Prostitution, Erpressbarkeiten sowie Vernetzungen zwischen Politik, Justiz und Kriminellen. Diesem Komplex wurde auch der Mordanschlag auf Klockzin im Jahr 1994 zugeordnet. In den Jahren 2004 bis 2006 stellte das Referat OK zu diesem Beobachtungskomplex 15.600 Seiten Akten, die etwa 100 Ordner füllen, zusammen.
Die Zuständigkeit des Inlandsgeheimdienstes für dieses Ressort war jedoch von Anfang an umstritten. Im Juli 2005 erklärte der sächsische Verfassungsgerichtshof das damalige Landesverfassungsschutzgesetz für teilweise verfassungswidrig und schränkte damit auch die Zulässigkeit der Beobachtung der organisierten Kriminalität durch den Dienst ein. Auf der Grundlage eines Prüfberichtes vom 12. August 2005, der den „Bezug zur freiheitlich-demokratischen Grundordnung […] bei allen Fallkomplexen“ für gegeben ansah, beschloss der damalige sächsische Innenminister Thomas de Maizière (CDU) die Beobachtung der organisierten Kriminalität, einschließlich des Fallkomplexes „Abseits“ durch den Verfassungsschutz fortzusetzen. Berichten zufolge schätzte de Maizière die Arbeit Hennecks und ihrer Abteilung sehr. Er ließ aber weder strafrechtliche Ermittlungen durch die Staatsanwaltschaft veranlassen, noch informierte er den Landtag über die vorliegenden Erkenntnisse. Aus dem Prüfbericht soll hervorgehen, dass der sächsische Verfassungsschutz bereits im zweiten Quartal 2005 von angeblichem sexuellem Missbrauch von Kindern durch namentlich bekannte Leipziger Staatsanwälte und Richter Kenntnis gehabt habe.

## Öffentliches Bekanntwerden der Akten
Infolge einer Änderung des Verfassungsschutzgesetzes wurde das Referat OK im Mai 2006 wieder aufgelöst. Bereits zuvor leitete der Sächsische Datenschutzbeauftragte Andreas Schurig im März 2006 eine Überprüfung ein, wie viele Daten das Referat OK des LfV gesammelt hatte, da es ja nur noch ein begrenztes Mandat zur Beobachtung organisierter Kriminalität gehabt hatte. Er kam zu dem Schluss, dass einige Unterlagen dort rechtswidrig gesammelt worden waren und vernichtet werden müssten. Die Parlamentarische Kontrollkommission (PKK) des Sächsischen Landtags beschloss jedoch am 15. Mai 2007 in Übereinstimmung mit Albrecht Buttolo, der im November 2005 de Maizière als Innenminister nachgefolgt war, dass das Material nicht gelöscht, sondern zur weiteren Aufklärung der ermittelten Sachverhalte verwendet werden sollte.
Ebenfalls im Mai 2007 erschienen erste Medienberichte über den Inhalt von Akten des Referats OK zum sogenannten Fallkomplex „Abseits“. Darin tauchten auch die Namen Niemeyer und Röger als mögliche Kunden des „Kinderbordells“ auf.
In einer Rede auf einer Sondersitzung des Sächsischen Landtags am 5. Juni 2007 bestätigte Innenminister Buttolo die Existenz aktiver und gefährlicher krimineller Netzwerke in Sachsen, in die auch lokale Amtsträger verwickelt seien. Dies wurde als sogenannte „Mafia-Rede“ bekannt. Die Bundesanwaltschaft wurde eingeschaltet, sie gab jedoch im Juni 2007 bekannt, dass sie keinen Anfangsverdacht für die Existenz einer kriminellen Vereinigung sehe. Die Staatsanwaltschaft Dresden begann wegen Strafvereitelung im Amt gegen Jürgen Niemeyer zu ermitteln, Ende Juni bis Anfang Juli 2007 bekam sie vom Verfassungsschutz Akten aus dem Dossier „Abseits III“ überstellt.

## Relativierung der Vorwürfe durch Regierung und Justiz
Anfang Juli 2007, nach der Thematisierung der sogenannten „sächsischen Korruptions-“ oder „Sachsensumpf“-Affäre in verschiedenen überregionalen Medien, erklärte der Verfassungsschutz, dessen Leitung kurz zuvor Reinhard Boos übernommen hatte, dass die Leiterin des Referats OK, Simone Henneck, die Akten manipuliert habe. Sie soll suggeriert haben, dass Berichte, die ausschließlich auf Informationen des Leipziger Kriminalhauptkommissars Georg Wehling basierten, auch durch weitere, neutrale Quellen gestützt würden. Das Landesamt leitete interne Ermittlungen gegen Henneck ein. Oberstaatsanwalt Christian Avenarius (SPD), der Sprecher der Staatsanwaltschaft Dresden, teilte mit, dass das Material des Polizisten kaum belastbare Tatbestände für eine strafrechtliche Anknüpfung enthielt.
Am 6. August 2007, zwei Monate nach seiner sogenannten „Mafia-Rede“, distanzierte sich der Innenminister deutlich von dem zuvor Gesagten. Er sei damals von der vollständigen Richtigkeit der Materialien ausgegangen, die nun aber angesichts „erhebliche[r] handwerkliche[r] Mängel“ fraglich sei. Datenbeschaffung und Datenauswertung sei zusammengefallen, eine Kontrolle der Glaubwürdigkeit der Informationen nicht vorgenommen worden. Die Berichte des Hauptkommissars hätten Prüfungen durch Staatsanwaltschaft und Landeskriminalamt nicht standgehalten. Viele Hinweise seien falsch bzw. überbewertet worden. Von einem „Sumpf“ könne keine Rede sein, „nicht einmal mehr von größeren Pfützen“.
Eine externe Prüfkommission unter Leitung des pensionierten Richters am Bundesgerichtshof Dietrich Beyer, der unter anderem der ehemalige Direktor des hessischen Verfassungsschutzes Lutz Irrgang angehörte, konstatierte in ihrem Zwischenbericht gravierende Mängel bei der sächsischen Verfassungsschutzbehörde, insbesondere im Referat OK. Nachrichtendienstliche Vorschriften seien in erheblichem Ausmaß verletzt worden, die Fachaufsicht über die Abteilung sei sowohl von der Behördenleitung als auch vom Innenministerium vernachlässigt worden. Mitarbeiter des Referats hätten über unzureichende nachrichtendienstliche Ausbildung verfügt, zur Informationsbeschaffung seien ausgebildete Polizisten des mittleren Dienstes eingesetzt worden. Auch die Referatsleiterin selbst hätte über keine fachspezifische Aus- oder Weiterbildung verfügt. Quellenberichte seien nicht auf ihre inhaltliche Belastbarkeit geprüft, selbst erkennbar unschlüssige Informationen als zutreffend weiterverarbeitet worden. Statt wie entsprechende Referate in Verfassungsschutzämtern anderer Länder Analysen und Lagebilder zur Beratung der Regierung anzufertigen und sich mit den Polizeibehörden abzustimmen, habe die sächsische OK-Einheit Verdachtsschöpfung um jeden Preis betrieben, wobei einzelne Mitarbeiter „verbissen“ und mit „Übereifer“ operiert hätten. Das Ergebnis sei ein „Desaster“.

## Verleumdungsprozesse
Im Prozess von 2008 erklärten zwei der ehemaligen zur Prostitution gezwungenen Mädchen, dass es sich bei den hochrangigen Leipziger Juristen um ehemalige Freier im Jasmin handelte. Der verurteilte Zuhälter Michael Wüst sagte aus, dass seine Anwältin sich mit dem Gericht auf eine milde Strafe geeinigt habe, sofern Wüst keine „schmutzige Wäsche“ wasche. Diese Behauptung widerrief Wüst später jedoch. Die Staatsanwaltschaft hielt die Aussagen der Frauen für unglaubhaft und stellte die Ermittlungen gegen die Juristen ein; beide erhielten Schmerzensgeld vom Freistaat Sachsen. Die ermittelnden Beamten wurden versetzt, das Kommissariat K26 aufgelöst. Außerdem wurden mehrere Verfahren gegen Georg Wehling, den ehemaligen Leiter von K26, eingeleitet (8× eingestellt, 1× freigesprochen). Er wurde vom Dienst beurlaubt.
Gegen die ehemaligen Zwangsprostituierten, die als Zeuginnen im Prozess gegen die Juristen ausgesagt hatten, wurde am 15. Dezember 2011 vor dem Amtsgericht Dresden der Prozess wegen Verleumdung eröffnet. Der Prozess gegen sie begann offiziell am 6. März 2012, wurde durch vielfache Vertagungen erst im November 2012 aufgenommen, am dritten Verhandlungstag unterbrochen, dann ausgesetzt und Anfang September 2013 vorläufig eingestellt.
In einem Artikel im Spiegel wurden daraufhin noch einmal Details zu den Aussagen der beiden Belastungszeuginnen, die die beiden Juristen als Freier wiedererkannt haben wollen, zusammengefasst: Demnach hätten mehrere Gutachter sie als glaubwürdige Zeuginnen eingestuft. So wurde in dem Artikel unter anderem der Hallenser Strafrechtsprofessor Joachim Renzikowski zitiert, es sei „ein sehr gewichtiges Indiz, wenn Zeuginnen unabhängig voneinander zwei Personen identifizieren“. Auch habe einer der beiden Juristen behauptet, nie eine randlose Brille getragen zu haben, wie die Zeuginnen es bei dem Freier „Ingo“ angaben. Als das Leipziger Stadtmagazin „Kreuzer“ ein Foto des Richters Niemeyer aus der fraglichen Zeit veröffentlichte, auf dem er eine nahezu rahmenlose Brille trägt, habe er sich laut Protokoll damit verteidigt, dass diese ja nicht „ganz randlos“ gewesen sei.
„Das alles“, konstatiert der Artikel, „wäre im Laufe des Prozesses gegen Kopp und E. womöglich thematisiert worden“.

## Untersuchungsausschuss
Ein Zusammenhang mit den Ungereimtheiten um sogenannte „herrenlose Grundstücke“, die in Leipzig während der vergangenen Jahre zu Hunderten veräußert wurden, konnte bislang nicht nachgewiesen werden, wird aber von einer Gruppe von Parlamentariern des Sächsischen Landtages untersucht. Geprüft wird, ob die gleichen Personenkreise verwickelt sind, die bei den Sachsensumpf-Vorwürfen eine Rolle spielen. Beim Landtagsuntersuchungsausschuss zum „Sachsensumpf“ vertritt die Stadt Leipzig ein „Nein“ zur Akteneinsicht. Oberbürgermeister Jung beruft sich auf ein Gutachten, wonach die Herausgabe rechtswidrig wäre, weil die Leipziger Akten nicht zum Untersuchungsauftrag des Ausschusses gehörten.
Simone Skroch (vormals Henneck), frühere Leiterin des Referats OK beim LfV, bestätigte als Hauptzeugin im Untersuchungsausschuss des Landtages Anfang März 2013 Hinweise auf das „Bestehen fortwirkender Strukturen des ehemaligen Ministeriums für Staatssicherheit (MfS) in vielschichtiger Verbindung mit Organisierter Kriminalität“. Skroch nannte die Bereiche Wirtschaft, öffentliche Verwaltung und das Rotlichtmilieu. Es habe tatsächlich Anhaltspunkte dafür gegeben, „dass durch Personen aus dem Bereich der OK bewusst und zielgerichtet Situationen der Erpressbarkeit, teilweise in Verbindung mit Bestechung und Korruption, herbeigeführt werden“. Das Ziel habe darin bestanden, bestimmte Personengruppen wie Angestellte, Beamte, Politiker und andere Vertreter des öffentlichen Lebens in „Abhängigkeitsverhältnisse“ zu bringen. Noch im März 2013 sah sich Skroch mit Disziplinar- und Ermittlungsverfahren konfrontiert.
Am 2. Juli 2014 legten die Fraktionen SPD, Grüne und Linke im Sächsischen Landtag zum Ende des Untersuchungsausschusses ihr gemeinsames Minderheitsvotum zum Thema „Sachsensumpf“ vor. Auch sie konstatierten, dass keine tragfähigen Beweise für die Existenz „korruptiver Netzwerke“ gefunden worden seien. Allerdings bemängelten sie, dass die Staatsregierung die Aufklärung nicht ernsthaft betrieben, sondern sogar gezielt verhindert habe. Dabei seien mehrere betroffene Mitarbeiter „in ihrer beruflichen und sozialen Stellung regelrecht […] vernichte[t]“ worden.

## Berichterstattung und juristische Folgen
Ab Sommer 2007 berichtete Jürgen Roth über die angebliche Sachsensumpf-Affäre. Für seine Berichterstattung wurde Roth von dem Journalisten Reiner Burger in einer Artikelserie der FAZ heftig kritisiert. Burger wies Roth u. a. nach, es unterlassen zu haben, mit betroffenen Personen direkt zu sprechen. In diesem Zusammenhang musste Roth Aussagen auf seiner Homepage über einen Unternehmer zurücknehmen. Das Amtsgericht Dresden verurteilte ihn im Frühjahr 2008 zu einer Geldstrafe wegen übler Nachrede. Der Untersuchungsausschuss des Sächsischen Landtages kam 2009 zu keinem einheitlichen Ergebnis über den Sachsensumpf. CDU und FDP sehen ihn als widerlegt an, Grüne und Linke konnten keine Beweise für oder gegen den Sachsensumpfvorwurf finden. Die Akteneinsicht wurde dem Untersuchungsausschuss von der Landesregierung weitgehend verweigert. Die Staatsanwaltschaft ermittelt nicht weiter bezüglich der Sachsensumpf-Affäre, da sie diese für widerlegt hält. Im Juni 2010 konstituierte sich im sächsischen Landtag ein Untersuchungsausschuss, der es sich zum Ziel gesetzt hat, die sächsische politische Landschaft auf Korruption und mafiöse Verstrickungen zu untersuchen.
Auch die Journalisten Arndt Ginzel und Thomas Datt berichteten im Spiegel und auf Zeit Online über den Fall. Beide wurden wegen Verleumdung und übler Nachrede angeklagt. Ihnen wurde unter anderem vorgeworfen, ehrverletzende Behauptungen gegenüber den sächsischen Juristen aufgestellt zu haben. In einem Fall verurteilte sie das Amtsgericht Dresden am 13. August 2010 zu einer Geldstrafe von je 50 Tagessätzen zu je 50 Euro (2500 Euro), wogegen die beiden Journalisten in Berufung gingen. Am 10. Dezember 2012 hob das Landgericht Dresden das Urteil auf. Der Vorsitzende Richter Martin Schultze-Griebler vertrat die Auffassung, dass gemäß ständiger Urteilspraxis des Bundesverfassungsgerichts „streitbare Medienäußerungen stets im Kontext“ zu sehen seien. Nachdem der Generalstaatsanwalt des Freistaates Sachsen im Juli 2013 eine zuvor eingelegte Revision zurückgenommen hat, ist der Freispruch rechtskräftig.
Anlässlich des Verleumdungsprozesses gegen die ehemaligen zur Prostitution gezwungenen Mädchen berichteten Jana Simon und Sigrid Reinichs im Zeitmagazin erneut über das Thema. Dabei beleuchteten sie vor allem die Situation von Mandy Kopp, die mit 16 Jahren zur Prostitution in dem Leipziger Kinderbordell Jasmin gezwungen wurde. Im November 2008 wurden diese sowie die ebenfalls im Jasmin tätig gewesene Beatrice E. wegen Verleumdung angeklagt, da sie geäußert hatten, einen ehemals am Leipziger Landgericht tätigen Richter als Kunden des Bordells wiedererkannt zu haben. Das Verfahren wurde im Oktober 2013 vorläufig eingestellt. Der Jahresbericht 2012/13 der Organisation Reporter ohne Grenzen nannte den Prozess gegen Journalisten in der Sache „Sachsensumpf“ als einen von fünf Gründen für eine etwas verschlechterte Bewertung der Pressefreiheit in Deutschland (Platz 17 von 179 Staaten auf der weltweiten Rangliste).
Martin Klockzin klagte wegen eines Berichtes in der Onlineausgabe des Stern vom 22. Juni 2007 unter dem Titel „Sächsische Korruptionsaffäre: Ein Krimi aus dem Leipziger Sumpf“ erfolgreich gegen den Verlag, den Journalisten und Klockzins ehemalige Sekretärin. Er verlangte die Zahlung einer Geldentschädigung wegen Verletzung seines allgemeinen Persönlichkeitsrechts. Nach Ansicht des in der Berufungsinstanz entscheidenden Oberlandesgerichts (OLG) Dresden, der sich der VI. Zivilsenat des Bundesgerichtshofes (BGH) in seiner Revisionsentscheidung anschloss, hatte der Bericht einseitig die Vorwürfe der Sekretärin gegen Klockzin dargestellt und sich diese „zu eigen gemacht“. Klockzin hatte zwar die Bitte des Journalisten um ein Interview abgelehnt, dieser hatte ihm aber nicht die konkreten Vorwürfe, die Gegenstand des Beitrags werden sollten, zur Kenntnis gebracht und so nach übereinstimmender Ansicht der Gerichte keine ausreichende Gelegenheit zur Stellungnahme gegeben. Der Artikel hätte daher den Eindruck erweckt, Klockzin „sei pädophil veranlagt, er habe ein sexuelles Verhältnis mit einem minderjährigen Mädchen namens Lissy gehabt, er sei korrupt, Teil eines kriminellen Leipziger Netzwerkes (sog. Sächsische Korruptionsaffäre), habe seine Dienstpflichten nicht erfüllt und [seine ehemalige Sekretärin] bedroht, indem er ihr SMS geschrieben habe, ihre Katze habe strangulieren lassen und sie von drei ihm bekannten Motorradfahrern im Straßenverkehr habe abdrängen lassen“. Diese Behauptungen seien aber nicht erweislich wahr und Klockzin daher rechtswidrig in seiner Ehre verletzt. Nachdem das Landgericht Leipzig Klockzin eine Geldentschädigung in Höhe von 75.000 Euro zugesprochen hatte, reduzierte das OLG den Betrag auf 50.000 Euro. Der BGH bestätigte grundsätzlich Klockzins Anspruch auf Entschädigung, bemängelte aber Fehler bei der Berechnung des konkreten Betrags und verwies den Fall mit entsprechenden Maßgaben zurück an die Vorinstanz. Die Entscheidung des BGH wurde in juristischer Fachliteratur als Leitentscheidung zu Fragen der Geldentschädigung wegen Verletzungen des Persönlichkeitsrechts durch Äußerungen im Internet zitiert.
Die Lausitzer Rundschau berichtete am 3. Juli 2014 unter dem Titel „Sachsensumpf-Affäre: Geklärt ist so gut wie nichts“ über das Ende des Verfahrens und zitiert Johannes Lichdi von Bündnis 90/Die Grünen: „Die Ermittlungen gegen die in der Öffentlichkeit beschuldigten Staatsanwälte und Richter wurden nie ernsthaft betrieben und sollten von Anfang an eingestellt werden“. Auch die Welt am Sonntag berichtete anlässlich der Vorlage des Abschlussberichts des Ausschusses im Oktober 2014 erneut über die Aufarbeitung der Affäre und stellte fest, dass viele Fragen offenblieben. Bemerkenswert sei laut der sächsischen Opposition, mit welcher Härte die sächsischen Justizbehörden gegen diejenigen – insbesondere Journalisten – vorgingen, die die offizielle Erklärung bezweifelten und immer noch von der Existenz krimineller Strukturen ausgingen.

## Urteil
Im März 2016 eröffnete das Landgericht Dresden das Hauptverfahren in einem bereits seit 2010 laufenden Strafverfahren gegen die vormalige Leiterin des Verfassungsschutz-Referats OK Simone Skroch (vormals Henneck) und den Leipziger Kriminalbeamten Georg Wehling wegen des Vorwurfs der Verfolgung Unschuldiger (Skroch) bzw. der Beihilfe dazu (Wehling). Auch die beamtenrechtlichen Disziplinarverfahren gegen beide hält die sächsische Landesregierung weiterhin aufrecht. Nach Auffassung des Verteidigers der Hauptbeschuldigten Skroch, dem ehemaligen Sächsischen Datenschutzbeauftragten Thomas Giesen, hätte die frühere Referatsleiterin im Landesamt für Verfassungsschutz schon deshalb nicht wegen Verfolgung Unschuldiger zu Verantwortung gezogen werden können, weil die Behörde kein Teil der Strafverfolgung war und ist.
Am 14. Mai 2018 wurden vor dem Landgericht Dresden die Urteile gefällt. Die Staatsanwaltschaft hatte den Tatvorwurf der Verfolgung Unschuldiger zuvor fallengelassen und beide Angeklagte wurden in diesem Punkt freigesprochen. Bestehen blieb jedoch der Anklagepunkt der uneidlichen Falschaussage vor dem Untersuchungsausschuss des Landtags. Im Fall von Simone Skroch ging es um ein offiziell vordatiertes Treffen mit Georg Wehling, womit offenbar das Verwertungsverbot der Informationen ausgehebelt werden sollte. Der sächsische Verfassungsgerichtshof hatte im Jahr 2005 die Aufgaben des Referats Organisierte Kriminalität eingeschränkt – deshalb hätten keine Nachrichten mehr gesammelt werden dürfen. Deshalb wurde Skroch zu einer Geldstrafe von 140 Tagessätzen (14.000 Euro) verurteilt. Dem früheren Polizisten Wehling wurde dagegen zur Last gelegt, vor dem Ausschuss gesagt zu haben, eine bestimmte Staatsanwältin nicht zu kennen. Dies wurde als Falschaussage gewertet und ebenfalls mit 140 Tagessätzen (7000 Euro) bestraft. In beiden Fällen ging das Gericht leicht über die Forderung der Staatsanwaltschaft hinaus. Skroch behauptete, dass eine Verteidigung kaum möglich gewesen sei, weil sie nicht von ihrer beamtenrechtlichen Geheimhaltungspflicht entbunden wurde. Ihr Verteidiger Giesen warf dem Vorsitzenden Richter eine Verletzung der Grundsätze des fairen Verfahrens vor.